# Kerkrentmeester

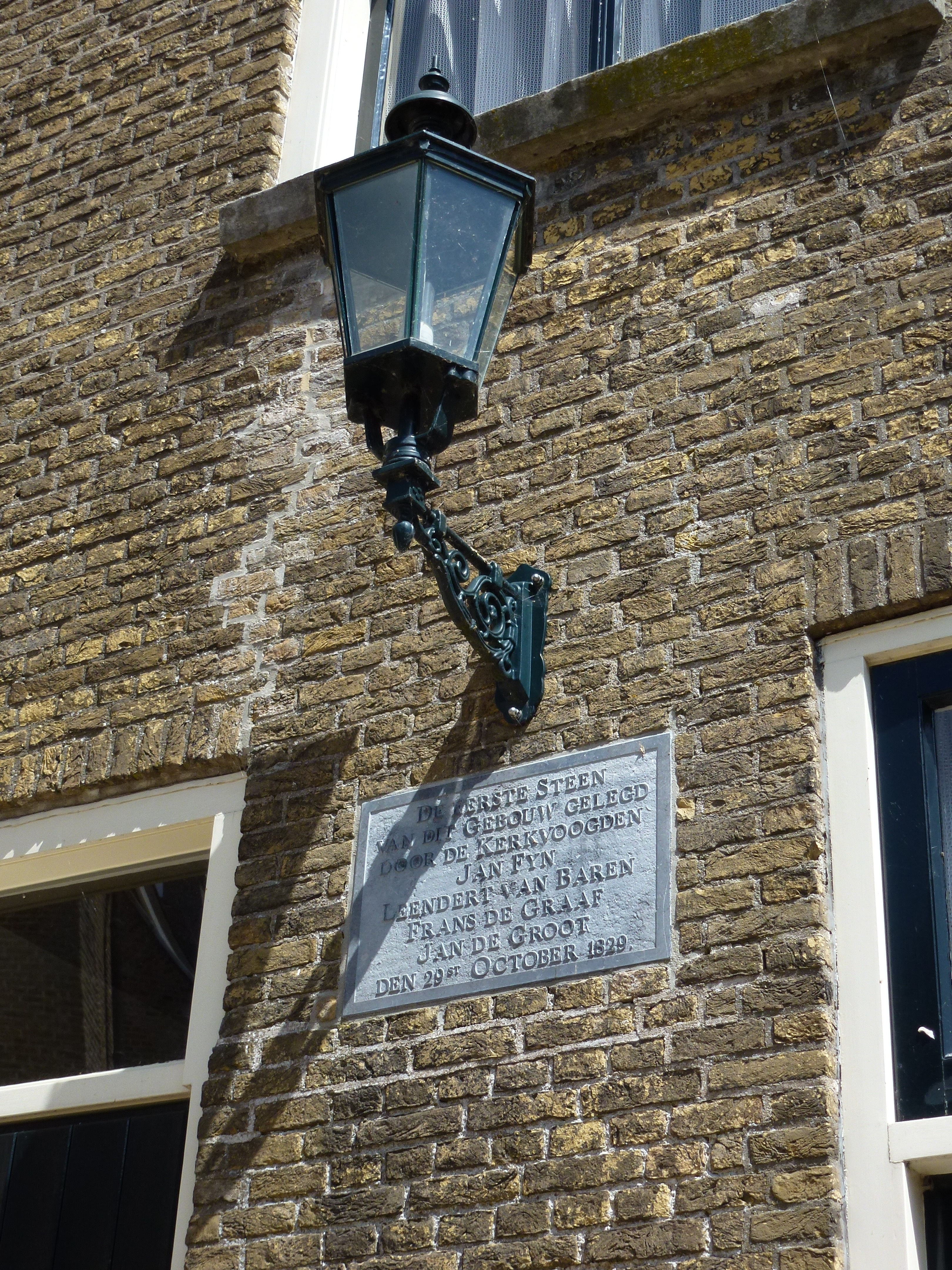
Gevelsteen op het huis naast de kerk in Gouderak:
DE EERSTE STEEN
VAN DIT GEBOUW GELEGD
DOOR DE KERKVOOGDEN
JAN FYN
LEENDERT VAN BAREN
FRANS DE GRAAF
JAN DE GROOT
DEN 29ST OCTOBER 1829.

Kerkrentmeester is een functie binnen de Protestantse Kerk in Nederland. Voorheen was de officiële benaming kerkvoogd. Wanneer niet over persoon of functie, maar over instituut of organisatie werd gesproken, dan was kerkvoogdij de aanduiding.

## Functie
De kerkrentmeesters hebben het beheer over de goederen van de kerkelijke gemeente, zoals het kerkgebouw, de pastorie, de kosterswoning, verenigingsgebouw(en) en overig onroerend goed, zoals landerijen en woningen, bijvoorbeeld uit legaten. Deze worden veelal verpacht, verhuurd of afgestoten. De kerkrentmeesters zijn verantwoordelijk voor de materiële aspecten van het beheer, zoals onderhoud en verhuur.
Volgens de kerkorde bestaat de kerkenraad van een gemeente uit ouderlingen en diakenen. Als zodanig hebben kerkrentmeesters dus geen stem in het kerkbestuur. Een veel voorkomende combinatie is ouderling-kerkrentmeester, deze kerkrentmeesters zijn als ouderling wel lid van de kerkenraad. Kerken of lokale gemeenten die behoren tot de Protestantse Kerk in Nederland worden bestuurd door een kerkenraad. In iedere gemeente geeft een kerkenraad leiding aan de gemeente. Mensen die lid zijn van de kerkenraad worden ambtsdragers genoemd. Zij worden gekozen uit de leden van de plaatselijke gemeente. Ambtsdragers zijn dus gemeenteleden die voor een bepaalde periode deel uitmaken van de kerkenraad. De kerkenraad bestaat uit de predikant, het college van diakenen en de ouderlingen. Één of meer ouderlingen zijn ouderling-kerkrentmeester. 
De grootte van het college van kerkrentmeesters is afhankelijk van de grootte van de gemeente, maar meestal bestaat dit college uit ten minste drie mensen. De kerkrentmeester is een onbezoldigde functie die alleen maar kan worden bekleed door een lid van de lokale, kerkelijke gemeente. Slechts bij hoge uitzondering, bijvoorbeeld bij wanbeheer of conflicten kan een kerkrentmeester ad interim van elders worden aangetrokken. Een gemeentelid kan geen ambten combineren, door bijvoorbeeld én diaken én ouderling-kerkrentmeester te zijn.

## Oorsprong
Kerkgebouwen werden in de Hervormde kerk tot 1796 beheerd door zogenoemde kerkmeesters die van overheidswege waren aangesteld. Na de scheiding van kerk en staat in 1795 wordt er in 1798 beslist dat goederen van een kerkelijke gemeente eigendom zijn van de kerkelijke gemeente. Vanaf 1819 wordt de term kerkvoogd gebruikt voor de beheerders van de kerkelijke eigendommen. De naam kerkvoogd werd gebruikt tot aan de totstandkoming van de Protestantse Kerk in Nederland in 2004. Vanaf dat moment is de naam kerkvoogd gewijzigd in kerkrentmeester. In de Hersteld Hervormde Kerk gebruikt men wel de benaming kerkvoogd aangezien zij de (herziene) kerkorde van 1951 gebruiken.

## Termijn
Een kerkrentmeester wordt benoemd voor een periode van vier jaren. Na deze periode is men herkiesbaar voor een nieuwe periode van twee of vier jaren. De langst mogelijke periode van aaneengesloten ambtstermijn is twaalf jaar. Als die termijn erop zit, treedt de kerkrentmeester af.

## Rechtspersoonlijkheid en vertegenwoordiging
Een kerkelijke gemeente die behoort tot de Protestantse Kerk in Nederland bezit rechtspersoonlijkheid. De kerkelijke gemeente wordt in vermogensrechtelijke zin vertegenwoordigd door de voorzitter en de secretaris van het college van kerkrentmeesters. Rechtspersoonlijkheid is met name van belang bij het aangaan van verplichtingen in het economische verkeer, zoals de aan – of verkoop van onroerend goed of personeelscontracten.